# تالار دیوید اچ. کوک
تالار دیوید اچ. کوک (به انگلیسی: David H. Koch Theater) از تالارهای مهم باله و اپرا در آمریکا می‌باشد. این تالار در شهر نیویورک واقع است و یکی از اعضای مرکز هنرهای نمایشی لینکلن می‌باشد. این تالار در آوریل سال ۱۹۶۲ تأسیس شده‌است.
معمار آن فیلیپ جانسون بده و به‌دلیل کمک‌های مالی دیوید اچ. کوک برای بازسازی این تالار، نام وی بر روی آن نهاده شده‌است.

## مشخصات
این تالار بخشی از مرکز لینکلن برای هنرهای نمایشی است و در خیابان کلمبس و خیابان ۶۳ در شهر نیویورک واقع است.
این بنا با سرمایه‌ای از جانب ایالت نیویورک به عنوان بخشی از مشارکت فرهنگی این ایالت در نمایشگاه جهانی ۱۹۶۴–۱۹۶۵ ساخته شد. این بنا توسط فیلیپ جانسون طراحی شد و در ۲۳ آوریل ۱۹۶۴ افتتاح شد. بعد از نمایشگاه، مالکیت بنا به شهر نیویورک واگذار گردید.
در ژوئیه ۲۰۰۸ یکی از ثروتمندترین افراد جهان؛ بنام دیوید اچ. کوک تعهد داد مبلغی معادل ۱۰۰ میلیون دلار در طی ۱۰ سال برای بازسازی و همچنین راه انداختن و نگهداری آن اهدا کند؛ لذا این مرکز تئاتر در سال ۲۰۰۸ دوباره نام گذاری شد و تالار دیوید اچ. کوک نامیده شد. این تئاتر حداقل برای ۵۰ سال به نام او خواهد بود و بعد از آن دوباره نامگذاری خواهد شد. خانوده کاش این حق را دارند که یکبار نام برگزیده برای نام‌گذاری مجدد این تئاتر را رد کند.

## ویژگیها
تئاتر دارای ۲۷۵۵ صندلی بوده و دارای شیوه صندلی‌چینی کانتیتال (گرد) بوده، چهار حلقه اصلی (جعبه بالکن) و یک حلقه کوچک پنجم رو در روی آن چراغهای جواهر مانند و یک لوستر بزرگ کروی در مرکز سقف قرار دارد. خود سقف نیز دارای قاب طلایی می‌باشد.
در طول نوسازی که در پاییز ۲۰۰۹ خاتمه یافت، تمام صندلی و فرش‌ها تعویض شدند و سیستم روشنایی صحنه نیز به‌طور کامل به روز شد. جایگاه ارکستر بزرگتر شده که در نتیجه دو ردیف اول از صندلی‌های تئاتر کم شدند. جایگاه کف روی یک آسانسور مکانیکی قرار می‌گیرد طوری‌که در زمان کنسرت به سطح صحنه آورده شود. این نو سازی‌ها توسط معماری جی سی جی شهر نیویورک طراحی شد.

## نگارخانه

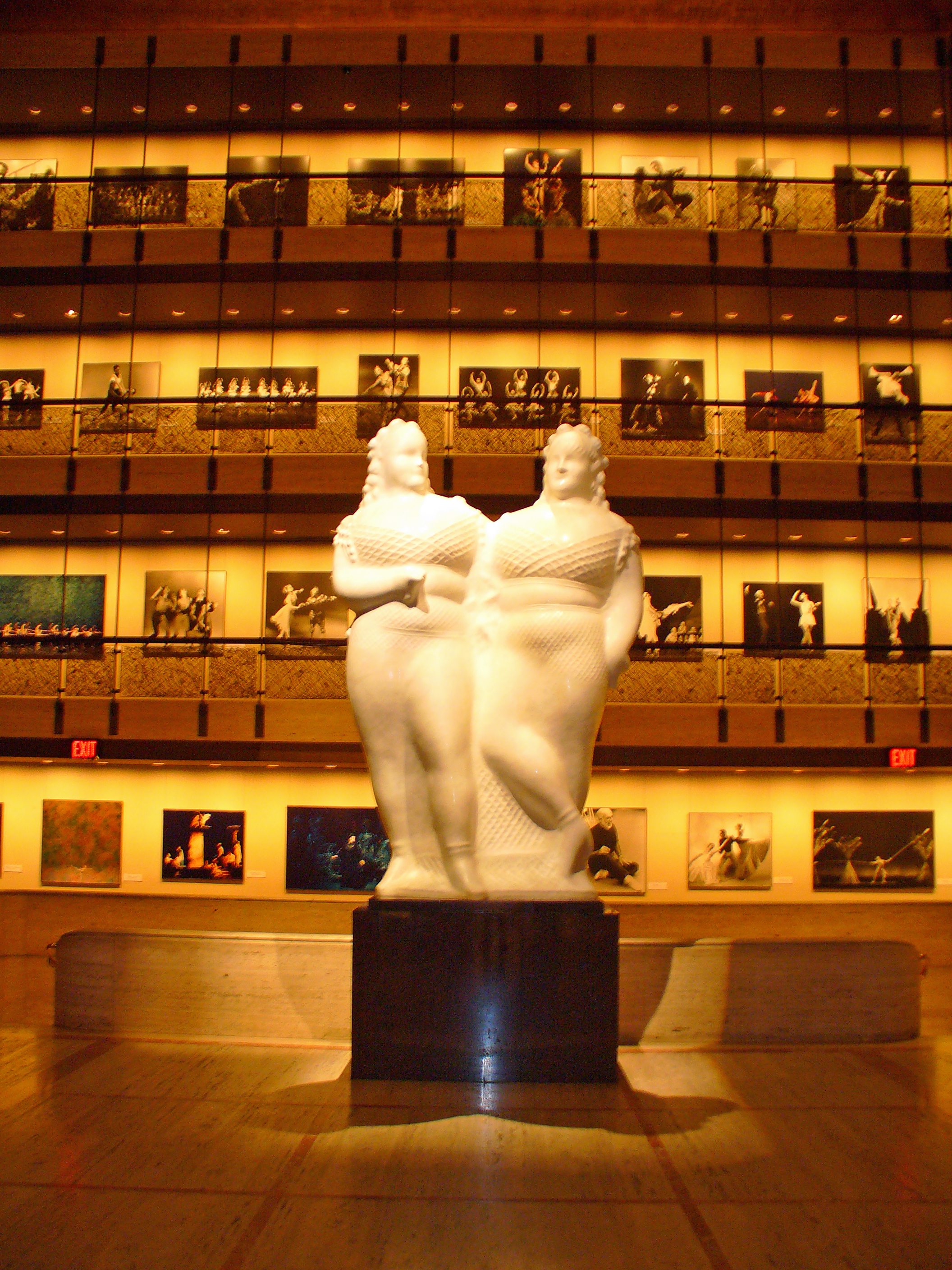
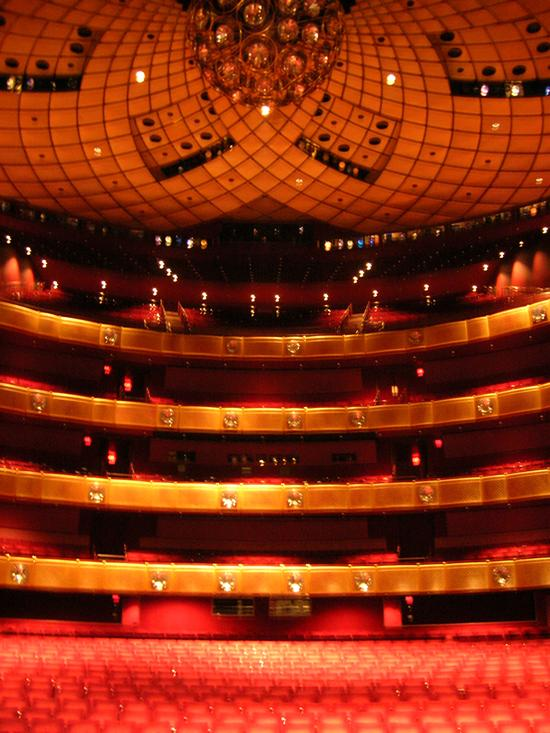
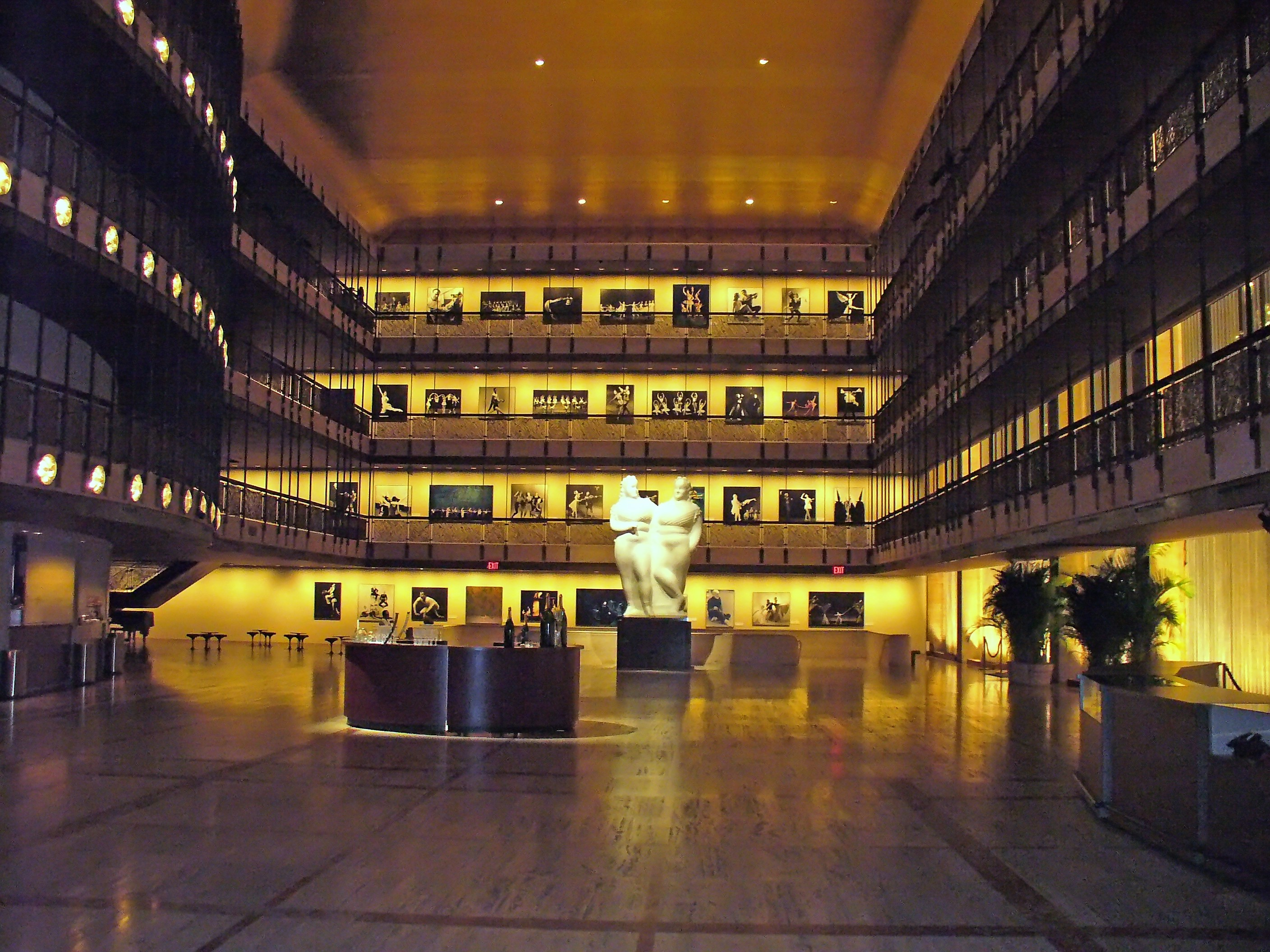